# Mekkánský šarifát
Mekkánský šarifát (arabsky شرافة مكة‎, Sharāfa Makka), případně Mekkánský emirát, byl muslimský stát na Arabském poloostrově při pobřeží Rudého moře, tj. na západě dnešní Saúdské Arábie. Centrem státu byla Mekka, jedno ze svatých měst islámu, ale zahrnoval také druhé svaté město Medínu a oblasti Hidžázu. Šarifát existoval od druhé poloviny 10. do první pol. 20. století a po většinu času své existence nebyl nezávislým státem, většinou náležel k některé tehdy vedoucí muslimské říši.